# Società consociata
Una società consociata (anche chiamata semplicemente consociata), in finanza aziendale, è una società in relazione con una seconda società.

## Caratteristiche
Essa è legata ad una o più società in almeno uno dei modi seguenti:
1. una delle due società possiede azioni o quote dell'altra società;
2. azioni o quote di entrambe le società sono possedute da una medesima terza società.

Un esempio pratico può essere chiarificatore. Fino al 3 gennaio 2016 Fiat Chrysler Automobiles N.V. (FCA) possedeva azioni di Maserati S.p.A. e Ferrari N.V.. Ognuna delle tre società era una società consociata delle altre due. In particolare, in virtù del punto 1, FCA NV era una società consociata di Maserati SpA e Ferrari NV. Sempre in virtù del punto 1, anche Maserati SpA e Ferrari NV erano società consociate di FCA NV. Infine, in virtù del punto 2, Maserati SpA era una società consociata di Ferrari NV ma anche Ferrari NV era una società consociata di Maserati SpA.

## Esempi
Tipologie particolari di società consociate sono la holding company, la società madre, la società controllata e la società collegata.